# Perstorp AB
Perstorp AB (tidigare Stensmölla Kemiska Tekniska Industri och Skånska Ättikfabriken AB) är ett kemiindustriföretag beläget i Perstorp, grundat 1881 av Wilhelm Wendt. Industrin är bland annat känd för sin tidigare tillverkning av ättika och plastlaminat, ofta kallad "perstorpsplatta" eller "perstorpsskiva". Idag är företaget en koncern inriktad på specialkemi. 

## Historia

### Tidig historia (till 1940)

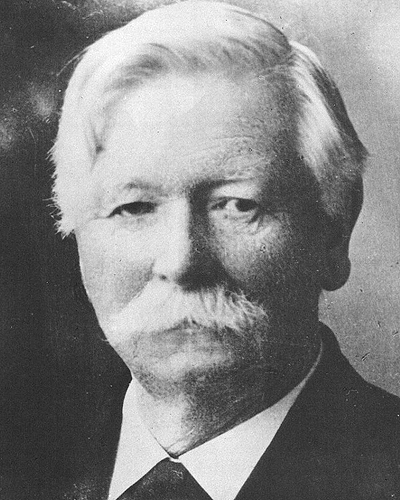
Grundaren Wilhelm Wendt (1854–1924).

Företaget grundades 1881 under namnet Stensmölla Kemiska Tekniska Industri av Wilhelm Wendt (1854–1924) i närheten av Perstorp. Wilhelm Wendt hade kommit till Perstorp 1867 sedan hans far Carl Wendt köpt säteriet Gustafsborg. Han studerade kemiteknik på KTH innan han återvände till säteriet där fadern börjat arbetet med en karpodling. Han gjorde sedan praktik i Frankrike där han lärde sig hur man utvinner ättika ur lövved. Från början tillverkades ättika, tjära, träkol och träsprit. I 1900-talets början startade även produktionen av formalin och kreosot.
Under första världskriget steg efterfrågan efter ättiksyra markant, och företaget började tillverka sina egna glasflaskor. Företaget hette nu Skånska Ättikfabriken AB. 1918 introducerade man Skandinaviens första plastmaterial, indolack och isolit (en motsvarighet till bakelit), på grundval av upptäckter gjorda av företagets Tysklandsutbildade indiske kemist Innanendra Das Gupta. Under 1920-talet kom även tillverkning av högtryckslaminat igång. Årtal då vissa produkter började tillverkas: trätjära 1884, träkol 1881, kreosot 1902, kimrök 1898, metanol 1898, ättiksyra 1884, glas 1914, aceton 1898, formalin 1905, lösningsmedel 1888, paraformaldehyd 1921, hexamin 1921.
Otto Wendt övertog ledningen för familjens företag sedan fadern avlidit i en olycka i en av företagets fabriker 1924.

### Från 1940 till 1966

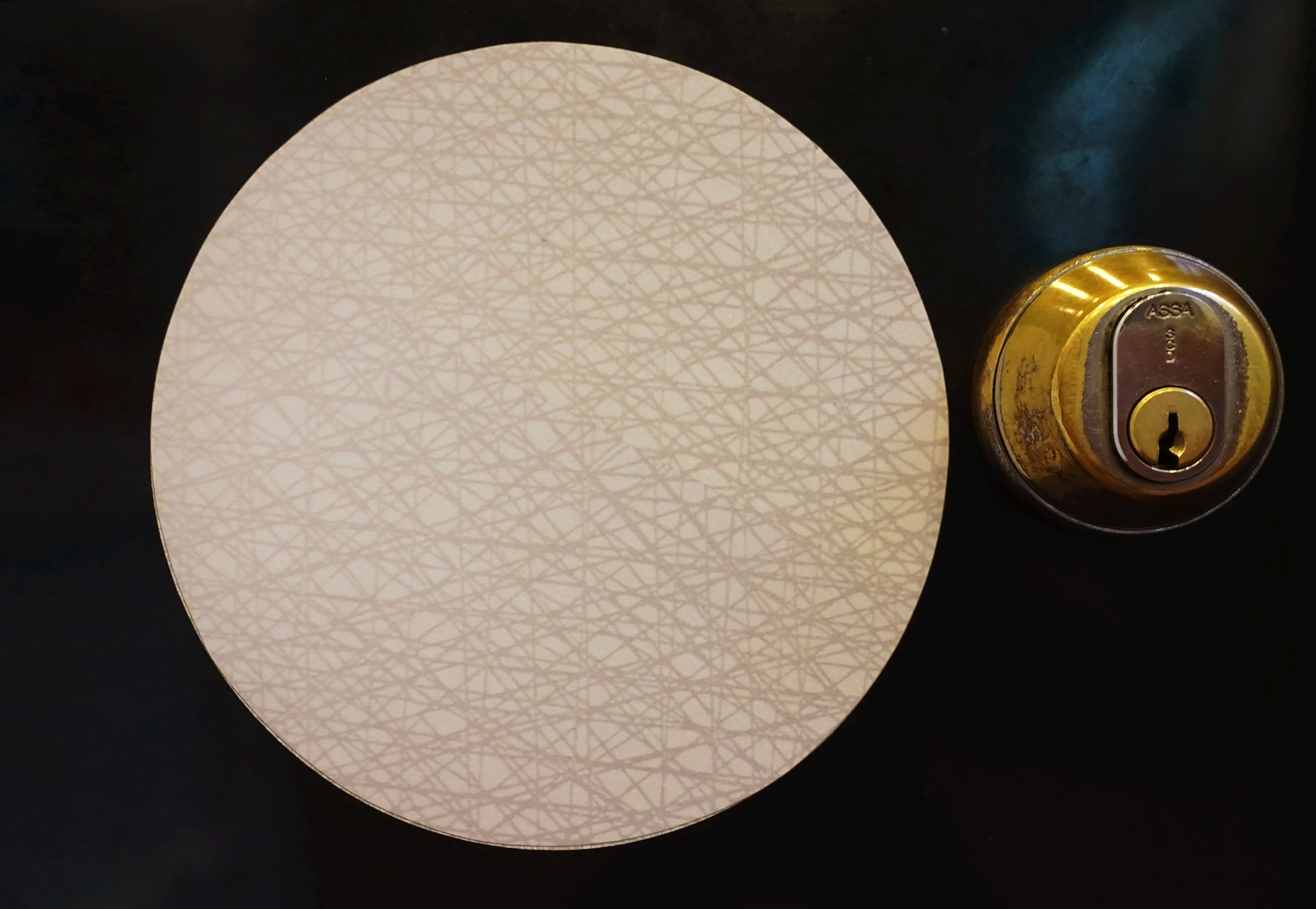
Plastlaminat med mönstret Virrvarr i Stockholms tunnelbana

Andra världskriget innebar ett uppsving för företaget och vid slutet av kriget var företaget Skandinaviens första moderna plastindustri med över 10 000 olika produkter. Möbelfabriken var fortfarande aktiv. Radio- och TV-möbler utgjorde en viktig produkt. Företagets plastlaminat som marknadsfördes som Perstorp-Plattan kom ut på marknaden 1950. Den fick på 1950- och 1960-talen stor användning i Sveriges bostadsproduktion och företagets omsättning ökade kraftigt under flera år. Perstorp-Plattan består av kraftpapper impregnerad med fenol-formaldehydlack med ett ytskikt av en plast tillverkad av melamin och formaldehyd. 1960 kom plattvarianten med mönstret Virrvarr av Sigvard Bernadotte.
År 1950 hade företaget 734 arbetare och 329 tjänstemän. Tio år senare, år 1960, hade företaget 1 071 arbetare och 570 tjänstemän. Av arbetarna arbetade 585 vid plastfabrikerna, 94 vid de kemiska fabrikerna, 275 vid serviceavdelningarna, 72 vid möbelfabriken, 22 vid såg- och emballageavdelning och 23 övrigt. 
År 1951 började polyalkoholer (polyoler) tillverkas, närmare bestämt pentaerytritol (penta). År 1953 var produktionen 250 ton. 
1955 slutade Otto Wendt efter 31 år som vd och blev styrelseordförande. Svärsonen Johan Olof Nauclér utsågs till ny vd. 1958 togs ett stort investeringsbeslut för att modernisera tillverkningen. 1959 började även polyolen trimetylolpropan (TMP) att tillverkas. 1961 invigdes den nya laminatfabriken, en 216 meter lång och 30 meter bred byggnad. Här fanns världens då största laminatpress, med ett presstryck av 6 800 ton. År 1961 invigdes också det nya forskningslaboratoriet.

### Perstorp AB
År 1966 ändrades företagets namn till Perstorp AB. 1970 börsnoterades företaget och inledde en lång period av både internationalisering och diversifiering från sin bas inom kemi, plast och laminat. På 1980-talet tillkom laminatgolv (Pergo, namnet bildat av PERstorp GOlv) i firmans utbud liksom analysinstrument, fordonskomponenter, akustikprodukter med mera. År 1970 köptes Hammarplast av Perstorp AB varefter fabriken byggdes ut och moderniserades.
År 1992 invigdes en fabrik för tillverkning av neopentylglykol.
Efter avknoppning av bioteknikverksamheten, som Perbio Science och golvverksamheten Pergo AB, 2001 förvärvades koncernen av Industri Kapital via Sydsvenska Kemi AB för att 2005 överlåtas till PAI Partners, ett franskt riskkapitalbolag. 2013 såldes varumärket Perstorps Ättika till Kavli, men produktionen av ättiksyra hade då redan flyttats från Perstorp några år tidigare.
Perstorp AB är idag en koncern med inriktning mot specialkemi med produkter som polyoler, syror, foderprodukter med mera. Koncernen har cirka 1 500 medarbetare och omsätter 10 miljarder kronor. 
2022 köptes koncernen upp av det malaysiska internationella kemiföretaget Petronas chemical group.

## Fabriker
- Perstorp
- Nol
- Stenungsund
- Waspik, Nederländerna
- Bruchhausen, Tyskland
- Castellanza, Italien
- Toledo, Ohio, USA
- Zibo, Kina
- Sayakha, Indien